# Piper Pimienta
Edulfamid Molina Díaz (Puerto Tejada, 4 de agosto de 1939-Cali, 4 de junio de 1998) fue un cantante y compositor colombiano de música tropical y salsa. Conocido en el mundo artístico como Piper Pimienta, por su particular estilo de bailar le reportaron fama de gran bailarín.

## Primeros años
Piper Pimienta creció en Cali, en el populoso y tradicional barrio Obrero al cual se habría desplazado junto con su familia a muy corta edad.
En su juventud realizó diversos oficios que no estaban relacionados con la música, pero sus dotes de bailarín y su voz lo llevaron a participar en diferentes concursos de aficionados.

## Nombre artístico
Existen versiones encontradas acerca del origen del sobrenombre “Píper Pimienta”, en algunos círculos se menciona que debido a su contextura física, alto y algo desgarbado, un familiar suyo lo asociaba con la figura de un fruto de pimienta por lo que comúnmente se refería a él como Píper. Otros afirman que el mote se lo puso un tío suyo, Lino, debido a su delgadez y baja estatura, cuando era niño, pues decía que su aspecto era comparable con unos pequeños aviones de combate de la Segunda Guerra Mundial 'Pepeer' (refiriéndose probablemente a aviones de entrenamiento Cub y Super Cub de la "Piper Aircraft"). En 1975 en una función en la cual compartía escenario con el peruano Memo Donix, este lo presenta como "El Gran Píper Pimienta" en una especie de pleonasmo (pepper es pimienta en inglés). Sin embargo, el propio Edulfamid afirmaba que su nombre artístico venía de su singular forma de bailar.

## Carrera musical
Píper Pimienta inició su carrera artística en 1961 como integrante de la orquesta de salsa "Sonora del Pacífico", para pasar luego a ser parte de otra pequeña orquesta denominada "Los Supremos".

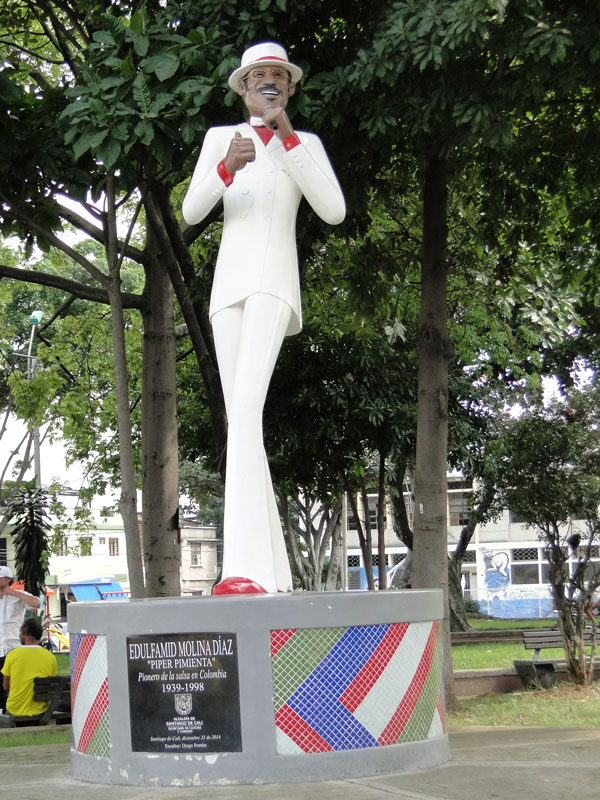
Estatua de Piper Pimienta en el Barrio Obrero Santiago de Cali

Comenzando la década de los años 1970, fue llamado por Julio Ernesto Estrada -conocido como Fruko- para que vocalizara el segundo trabajo de su nueva agrupación -Fruko y sus Tesos-, el álbum "A la memoria del muerto" de Discos Fuentes, fue un éxito en las emisoras colombianas. Igualmente participó en otros proyectos de Estrada, entre ellos The Latin Brothers, con el que grabó el éxito más arrollador de su carrera "Las caleñas son como las flores", de Arturo J. Ospina, y que hizo famoso el lema "Cali es Cali, lo demás es loma". Otros éxitos fueron "Duelo de Picoteros", "Velorio y baile", "Sucesos" y "Buscándote". En 1977 pasó brevemente por la orquesta de Cheche Mendoza y se escuchó insistentemente en la radio con el tema "Por un solo camino", grabado para el sello Discomoda.
A finales de la década se uniría a otras estrellas de renombre de la salsa colombiana en la orquesta Colombia All Stars interpretando canciones como Cañaveral, Así Se Baila, Varón Varón, Amor Mezclado, Mosaico del Recuerdo, entre otras.
En 1980 con la disquera Discos Fuentes, realizó grabaciones con Latin Brothers y con Fruko y sus Tesos en el álbum "Las Flores". Participó en grabaciones con Michi Sarmiento ("Nostalgia caleña") y con la Fuentes All Stars con el tema "Echa pa'lante camará" de su propia autoría. En 1984 pasó a discos FM y con el respaldo del Combo Candela grabó "La guagua", otra cumbia-salsa. Luego formó su propia banda sin mucho éxito. Los siguientes años los pasó con su orquesta en diferentes escenarios de Cali y otras ciudades, donde su presencia singular con vestido blanco de pies a cabeza, incluyendo sombrero de ala ancha, respaldado con sus dotes de bailarín y presentándose como "El Showman de la salsa", gustaba en los sectores que lo recordaban como un grande de la salsa e impulsor de su divulgación en Colombia.
En los años 1980 fue asesinado su hijo John Jairo. Volvió a grabar con Discos Fuentes el álbum "Sucesos" en 1990. Aunque con poco éxito en Colombia, en México tuvo acogida el tema "Nunca fui tan feliz". El 11 de noviembre de 1991 un incendio destruyó su casa, arrasando con sus recuerdos y sus partituras con toda su historia musical. Se vio forzado a cancelar una gira por México.

## Últimos años
Píper Pimienta vivió sus últimos años aquejado de fuertes quebrantos de salud. En 1992, una trombosis le paralizó medio cuerpo y tuvo que recurrir a la caridad de sus colegas y de la disquera para costear los gastos médicos. Con una terapia intensiva adquirió un paso vacilante, acompañado de un bastón, y siguió cantando donde era invitado.
Durante el último año de vida recuperó sus facultades vocales y organizó su nueva orquesta a la que bautizó "The Black Brothers". Se presentaba en escenarios de Cali y esporádicamente en la televisión peruana. En la época de su asesinato estaba planeando una gira por Perú, Argentina y Chile, ensayaba con su orquesta y tenía como proyecto la grabación de un CD con un repertorio nuevo, en su mayoría compuesto por él, donde pensaba incluir "La panochera" y "Flor de Cali" que cantaba en presentaciones personales.

## Asesinato
El 4 de junio de 1998 fue asesinado en su residencia del barrio La Rivera, en el oriente de Cali. Al parecer, el cobro de una deuda sería el motivo del crimen. Cuando estaba en el antejardín, un desconocido lo atacó a tiros y luego huyó en una moto. Las autoridades investigaban la veracidad de una versión según la cual recientemente Píper había ganado una demanda a un empresario que no le había pagado unas presentaciones.

## Éxitos interpretados
Píper Pimienta interpretó gran cantidad de éxitos musicales entre los que se destacan:
- Las Caleñas Son como las Flores.
- Buscándote.
- A la Memoria del Muerto.
- Cachumbambe
- A la Loma de la Cruz
- Valluna
- Cañaveral
- Duelo de Picoteros
- La Fruta Bomba
- Que No Muera la Rumba
- La Guagua
- Oriza
- El Látigo
- Nunca Fui Tan Feliz
- Las Flores
- Sucesos
- Bomba en Navidad
- Sombra de un Pasado
- Dale al bombo
- Ha resucitado